# 塞镇圣母无玷始胎圣殿
塞镇圣母无玷始胎圣殿（Basilique Notre-Dame de l'Immaculée-Conception）是一座罗马天主教宗座圣殿，位于法国诺曼底大区奥恩省塞镇。
该堂于2006年2月16日列为法国历史遗迹。

## 历史
1854年12月8日，教宗庇护九世发布《莫可名言之天主》（Bulla Ineffabilis Deus）通谕，宣告圣母无原罪始胎教义。德索巴伊神父立刻响应，建造法国首座圣母无玷始胎堂。维克多·鲁普里希-罗伯特出任建筑师，1855年3月26日奠基。1859年1月1日开放礼拜。然而，直到1872年，卢塞莱特主教才正式祝圣。1902年，该堂升格为宗座圣殿。